# Вірулентність
Віруле́нтність (від лат. virulentus — «отруйний») — ступінь хвороботворності (патогенності) інфекційного агента (вірусу, бактерії або іншого мікроорганізму). На протилежність цьому поняттю є авірулентність — нездатність окремих штамів патогенних видів мікроорганізмів спричинити хворобу. Вірулентність реалізується через фактори патогенності збудника.
Вірулентність залежить як від властивостей інфекційного агента, так і від сприйнятливості (чутливості) інфікованого організму. Про величину вірулентності судять за тяжкістю захворювань, які спричинюють віруси, бактерії або інші патогени, в експериментах на тваринах — за смертельною дозою інфекційного агента. Вірулентність визначається не тільки здатністю мікроорганізму потрапляти в організм сприйнятливої тварини, розмножуватися і поширюватися в ньому, але і тим, що мікроорганізми виробляють отруйні продукти життєдіяльності (часто це токсини). Вірулентність — не видова ознака мікроорганізму і може коливатися в широких межах у різних штамів. Зміна вірулентності може бути спричинена штучними діями, наприклад нагріванням, опромінюванням, хімічною обробкою тощо, які застосовують для отримання живих ослаблених вакцин. З цією ж метою багато разів пересівають інфекційний агент (наприклад, вірус вуличного сказу — через мозок кроликів, внаслідок чого вірулентність вірусу для людини знижується і він може бути використаний для вакцинації проти сказу).

## Вірулентність бактерій

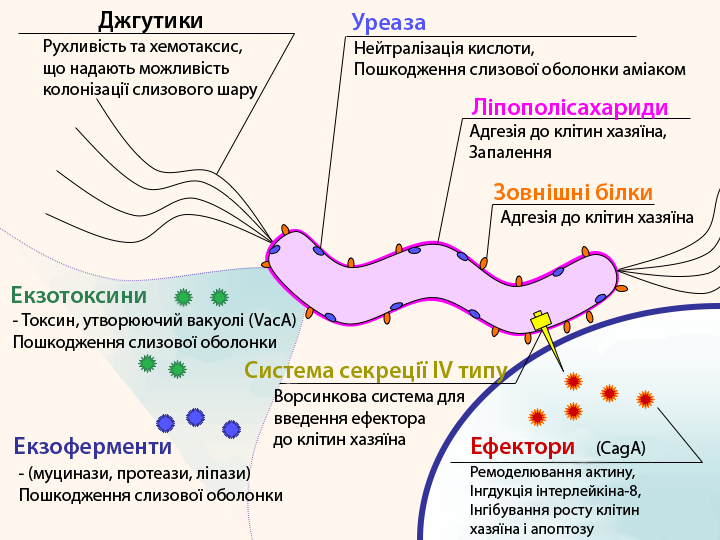
Фактори вірулентності Helicobacter pylori, який є фактором виникнення пептичної виразки в людини

Здатність бактерій спричинювати хворобу — це кількість інфікуючих бактерій, механізм потрапляння в організм, ефект механізмів захисту і характеристик бактерій, що їх називають факторами патогенності. Фактори хазяїна також важливі, тому що він може агресивно відповісти інфекції, приводячи до результату, коли механізми захисту можуть рикошетом пошкодити тканини самого хазяїна під час протистояння патогену. Фактори патогенності бактерій — зазвичай протеїни або інші молекули, які синтезують ферменти, що кодуються ДНК патогену.
Види факторів патогенності:
- Прилипання (адгезія). Багатьом бактеріям потрібно спершу прикріпитися до поверхні тіла хазяїна. На сьогодні ідентифіковано багато бактерійних рецепторів як в клітинах хазяїна, так й у бактерій, що залучаються до цього процесу. Часто, трансмембранні рецептори клітини хазяїна — це білки на поверхні мембрани його клітин, що здатні адгезувати бактерій.
- Фактори колонізації. Деякі патогенні бактерії виробляють спеціальні білки, які дозволяють їм колонізувати різні органи хазяїна. Helicobacter pylori може вижити в кислому оточенні людського шлунку, виробляючи фермент уреазу. Колонізація шлунку цією бактерією може приводити до пептичної виразки або раку шлунка. Вірулентність різних штамів Helicobacter pylori звичайно залежить від рівня виробництва уреази.
- Фактори вторгнення. Деякі патогенні бактерії виробляють білки, які або руйнують мембрани клітин хазяїна, або стимулюють ендоцитоз у його клітинах. Ці фактори патогенності дозволяють бактеріям входити до клітин хазяїна.
- Блокада імунної відповіді. Багато бактерій виробляють фактори патогенності, які перешкоджають захисту імунної системи хазяїна. Наприклад, загальна стратегія серед бактерій — виробляти білки, що зв'язують антитіла.
- Токсини. Багато факторів патогенності — білки, синтезовані бактеріями, що отруйні до клітин хазяїна. Наприклад, там — багато токсинів, що спричинюють бактеріальні харчові отруєння, виробляють різні бактерії, які можуть забруднити харчові продукти людини. Деякі з них можуть залишитися в продукті, що «псується», навіть після термічної обробки, і спричинити отруєння при споживанні таких заражених продуктів. Деякі бактеріальні токсини хімічно змінюються і дезактивуються при приготуванні їжі.

## Вірулентність вірусів
Вірусні фактори вірулентності визначають наскільки тяжкі прояви хвороби. Вірусам часто потрібні рецептори-білки на клітинах хазяїна, до яких вони особливо зв'язуються. Часто, ці білки втягують за допомогою ендоцитозу вірусів всередину клітини. Чітко вірулентні віруси, наприклад ВІЛ, який спричинює ВІЛ-інфекцію, мають механізми для ухилення від системи захисту. ВІЛ спричинює загибель T-клітин і пригнічує імунну систему. Смерті від ВІЛ-асоційованих інфекцій спричинює руйнування імунної системи людини ВІЛ. Деякі вірусні фактори вірулентності надають здатність реплікуватися протягом захисної відповіді хазяїна, наприклад, протягом вірусемії, що перебігає з гарячкою. Багато вірусів можуть існувати усередині тіла господаря протягом тривалого часу, впродовж якого не чинять маніфестних пошкоджень (персистенція). Надзвичайно вірулентні штами можуть кінець кінцем еволюціонувати в результаті мутацій і природного відбору у безперечно патогенні віруси, що вже знаходяться усередині організму хазяїна.

## Авірулентні штами
Авірулентними називають ті штами, що втратили вірулентність. Наприклад, авірулентні штами вірусів використовуються для приготування вакцинних препаратів; авірулентними для рослин є штами агробактерій з мутантної Ti-плазміди; до авірулентних мутантів відносяться хвороботворні мікроорганізми, які втратили здатність до утворення капсули та ін. Зрідка термін «авірулентний» використовують стосовно до нетоксичних хімічних матеріалів.